# Джина Голден
Джина Голден (англ. Gina Holden, нар. 17 березня 1975) — канадська акторка, відома своїми ролями Корін Фенел у телесеріалі «Кровні зв'язки», Дейли Арден із телесеріалу «Флеш Гордон» та Шії Аллен із «Острова Гарпера»; лауреатка нагороди «Eyegore Award» 2010 року.

## Ранні роки
Народилася в невеликому містечку Смітерс, Британська Колумбія, Канада та часто переїжджала протягом свого дитинства. Із кожним переїздом Голден приєднувалася до будь-якої суспільної групи, де вона могла слідувати своїй пристрасті до акторської гри. У 15 років підписала модельний контракт і переїхала до Японії. Голден вивчала японську культуру, що швидко зробило цю країну її другим домом. Після повернення до Північної Америки вдосконалювала японську і брала уроки акторської майстерності.

## Акторська кар'єра
Вона знялася в ролі Дейл Арден у телесеріалі «Флеш Гордон», як Корін Фенел у телесеріалі «Кровні зв'язки» та в трилері «Острів Гарпера» як Шія Аллен. Була запрошеною зіркою в шоу, включаючи телесеріал CW «Життя непередбачуване».
Джина знімалася в багатьох телевізійних та кінофільмах, серед яких: «LTD», «Фантастична четвірка» (2005), «Пункт призначення 3», «Ефект метелика 2» (2006), «Чужі проти Хижака: Реквієм» (2007), «Той, хто читає думки», «Крикуни 2: Полювання» (2009), «Пила 3D», «День подяки», «Повідомлення видалені», «Пригоди на таємничому острові» (2010), «Піщані акули», «Як закохатися», «Філадельфійський експеримент» (2012), «Воронка», «Дракано» (2013), «Апокаліпсис у Лос-Анджелесі», «Екзорцизм Моллі Гартлі» (2015), «Колиска брехні», «Нерозкрите вбивство», «Секрети на горищі» (2016), «Украдене серце» (2017), «Жіночий кошмар», «Різдво на Голлі-лейн» (2018), «Напружений аж до смерті», «Як спати зі своїм учнем», «Свайпніть праворуч, біжіть ліворуч» (2019), «Слава за смертельну ціну» (2020), «Штурм ВА-33» (2021).

## Фільмографія
| Рік       |    | Українська назва                   | Оригінальна назва                    | Роль                                                |
| --------- | -- | ---------------------------------- | ------------------------------------ | --------------------------------------------------- |
| 2021      | ф  | Штурм ВА-33                        | Assault on VA-33                     | Дженніфер Гілл                                      |
| 2020      | тф | Слава за смертельну ціну           | Fame at a Deadly Cost                | Michelle                                            |
| 2019      | тф | Свайпніть праворуч, біжіть ліворуч | Swipe Right, Run Left                | Вікторія Монтеро-Гарт                               |
| 2019      | ф  | Як спати зі своїм учнем            | Sleeping with My Student             | Кеті Салліван                                       |
| 2019      | тф | Напружений аж до смерті            | Stressed to Death                    | Меггі Гарт                                          |
| 2018      | тф | Різдво на Голлі-лейн               | Christmas on Holly Lane              | Кішка                                               |
| 2018      | тф | Жіночий кошмар                     | A Woman's Nightmare                  | Стефані Пітерсон                                    |
| 2017      | тф | Півтора копа: Новий рекрут         | Cop and a Half: New Recruit          | Сара Фолі                                           |
| 2017      | тф | Хроніка катастрофічних зустрічей   | Chronique des rendez-vous désastreux | Елісон Річардс                                      |
| 2017      | ф  | Украдене серце                     | Taken Heart                          | Кейт Джонсон                                        |
| 2016      | кф | Угоди з паролем                    | Password Deals                       | Дівчина-вечірка                                     |
| 2016      | тф | Секрети на горищі                  | Secrets in the Attic                 | Рейчел Девіс                                        |
| 2016      | тф | Нерозкрите вбивство                | Murder Unresolved                    | Кармен Кемпбелл                                     |
| 2016      | тф | Колиска брехні                     | Cradle of Lies                       | Гізер Ворд                                          |
| 2015      | кф | Мертві лінії                       | Dead Lines                           | Лора Картрайт                                       |
| 2015      | ф  | Екзорцизм Моллі Гартлі             | The Exorcism of Molly Hartley        | Д-р Лорі Готорн                                     |
| 2015      | ф  | Апокаліпсис у Лос-Анджелесі        | LA Apocalypse                        | Ешлі Вілкінс                                        |
| 2015      | с  | Дні нашого життя                   | Days of Our Lives                    | Палома (2 епізоди)                                  |
| 2014      | с  | CSI: Місце злочину                 | CSI: Crime Scene Investigation       | Карен Бішоп                                         |
| 2014      | с  | Вовченя                            | Teen Wolf                            | Клаудія Стілінскі (сцена видалена)                  |
| 2014      | ф  | Гірські акули                      | Avalanche Sharks                     | Медсестра (в титрах не вказана)                     |
| 2013      | с  | Той, хто читає думки               | The Listener                         | Бріджит Коннолі                                     |
| 2013      | ф  | Дракано                            | Dracano                              | Діана Фанкгаузер / також співпродюсерка             |
| 2013      | ф  | Воронка                            | Sink Hole                            | Джоан Конрой                                        |
| 2012—2013 | с  | Форс-мажори                        | Suits                                | Моніка Ітон (2 епізоди)                             |
| 2012      | тф | Філадельфійський експеримент       | The Philadelphia Experiment          | Кетрін Мур                                          |
| 2012      | тф | Як закохатися                      | How to Fall in Love                  | Джулі Оуенс                                         |
| 2012      | с  | Межа                               | Fringe                               | Кейт Гікс                                           |
| 2012      | ф  | Піщані акули                       | Sand Sharks                          | Аманда Гор / також співпродюсерка                   |
| 2011—2012 | с  | Час переслідування                 | R.L. Stine's The Haunting Hour       | Анна (1 епізод, 2011) / Гресільда (2 епізоди, 2012) |
| 2011      | тф | Різдво приходить до Ханаан         | Christmas Comes Home to Canaan       | Бріоні                                              |
| 2011      | тф | Любий Санта                        | Dear Santa                           | Джиліан                                             |
| 2010—2011 | с  | Життя непередбачуване              | Life Unexpected                      | Тріна Кемпбелл (3 епізоди)                          |
| 2010      | ф  | Пригоди на таємничому острові      | Mysterious Island                    | Джулія Фог                                          |
| 2010      | ф  | Повідомлення видалені              | Messages Deleted                     | Міллі Кансел                                        |
| 2010      | тф | День подяки                        | A Family Thanksgiving                | Джен                                                |
| 2010      | ф  | Пила 3D                            | Saw 3D                               | Джойс                                               |
| 2010      | с  | Легенда про Шукача                 | Legend of the Seeker                 | Люсінда Амнелл                                      |
| 2009      | с  | Точка займання                     | Flashpoint                           | Рейчел Стюарт                                       |
| 2009      | с  | Острів Гарпера                     | Harper's Island                      | Ші Аллен (13 епізодів)                              |
| 2009      | ф  | Той, хто читає думки               | The Listener                         | Бріджет                                             |
| 2009      | в  | Крикуни 2: Полювання               | Screamers: The Hunting               | Лейтенант Вікторія Бронте                           |
| 2008      | ф  | Різдвяний будиночок                | Christmas Cottage                    | Гоуп                                                |
| 2008      | с  | Таємниці Смолвіля                  | Smallville                           | Патріша Свонн                                       |
| 2007—2008 | с  | Флеш Гордон                        | Flash Gordon                         | Дейл Арден / Гелія (21 епізод)                      |
| 2007      | ф  | Чужі проти Хижака: Реквієм         | Aliens vs. Predator: Requiem         | Керрі                                               |
| 2007      | с  | Кровні зв'язки                     | Blood Ties                           | Корін Феннел (21 епізод)                            |
| 2007      | ф  | Битва у Сієтлі                     | Battle in Seattle                    | Протестувальниця                                    |
| 2007      | ф  | Кодове ім'я: Чистильник            | Code Name: The Cleaner               | Юна помічниця                                       |
| 2006      | тф | Ризикове вбивство                  | Murder on Spec                       | Діана Коулс                                         |
| 2006      | ф  | Ефект метелика 2                   | The Butterfly Effect 2               | Аманда                                              |
| 2006      | с  | Ясновидець                         | Psych                                | Бетані Кедман                                       |
| 2005—2006 | с  | Ратуша Да Вінчі                    | Da Vinci's City Hall                 | Клер (12 епізодів)                                  |
| 2006      | ф  | Марнотратники життя                | Man About Town                       | Симпатична помічниця                                |
| 2006      | ф  | Пункт призначення 3                | Final Destination 3                  | Керрі Дреєр                                         |
| 2005      | с  | Возз’єднання                       | Reunion                              | Рейчел Скофілд (5 епізодів)                         |
| 2005      | ф  | 'ТОВ'                              | 'LTD.'                               | Сем                                                 |
| 2005      | с  | Інстинкт убивці                    | Killer Instinct                      | Анжела Вілкінс                                      |
| 2005      | с  | Надприродне                        | Supernatural                         | Гейлі Коллінз                                       |
| 2005      | с  | Мертва зона                        | The Dead Zone                        | Обрі Гендерсон / Крістал                            |
| 2005      | ф  | Фантастична четвірка               | Fantastic Four                       | Рецепціоністка                                      |
| 2004—2005 | с  | Секс в іншому місті                | The L Word                           | Новенька в «Milk» (2004) / Твінк (2005)             |
| 2004      | тф | Ідеальний роман                    | Perfect Romance                      | Знервована студентка                                |
| 2002      | тф | Приблизно це                       | Roughing It                          | Луїза                                               |